# Ellen Barkin
Ellen Rona Barkin, coneguda professionalment com a Ellen Barkin (Bronx, Nova York, 16 d'abril de 1954) és una actriu estatunidenca de teatre, cinema i televisió, que va estar casada amb l'actor irlandès Gabriel Byrne de 1988 a 1999. Va estar nominada als Globus d'Or per Una rossa molt dubtosa i Before Women Had Wings, telefilm pel que obtindria el Golden Satellite Award.
La seva filmografia principal inclou títols com Diner (1982), Tender Mercies (1983), Harry & Son (1984), Down by Law (1986), The Big Easy (1987), Johnny Handsome (1989), Una rossa molt dubtosa (1991), This Boy's Life (1993), Bad Company (1995), Por i fàstic a Las Vegas (1998), Someone Like You (2001), She Hate Me (2004), Trust the Man (2005), Ocean's Thirteen (2007), Brooklyn's Finest (2010) i Twelve (2010). Des del 2016 és una de les protagonistes de la sèrie Animal Kingdom.

## Biografia
El nom complet de l'actriu és Ellen Rona Barkin. El seu pare era venedor de productes químics i la seva mare administradora d'un hospital. A partir dels 12 anys va anar a un prestigiós col·legi a Nova York, en el qual s'ensenyava interpretació. Posteriorment va estudiar història antiga i arts dramàtiques a la universitat. També va assistir a seminaris d'actuació en el famós Actors Studio.
Barkin va fer el seu debut d'interpretació als 26 anys en una producció teatral de Nova York. Va actuar en dues obres més fins que va sorgir la seva oportunitat al cinema en ser-li ofert el 1982 el paper d'esposa maldestra en la pel·lícula Diner de Barry Levinson. A l'any següent ja va fer diverses pel·lícules, la primera com a filla de Robert Duvall a Tender Mercies. A mesura que es va convertir en una actriu consagrada, Barkin va intentar escollir acuradament els seus papers en les pel·lícules. D'aquesta forma va intervenir en films protagonitzats per actors famosos, com Jack Nicholson o Al Pacino i que van tenir un considerable èxit de públic.
Quan es va casar amb el seu primer marit, Barkin va haver de retirar-se durant algun temps del cinema per tenir els seus fills. Aquest allunyament la va perjudicar en la seva carrera, i Barkin va trigar algun temps a tornar a aconseguir papers adequats. A causa de la seva cara peculiar i a la seva boca una mica torta, Barkin no és considerada una actriu maca ni una estrella de cinema en el sentit tradicional. No obstant això, té una considerable facilitat per a la interpretació que li permet espavilar-se amb gran naturalitat. També emana una forta sensualitat que la converteix en una dona d'un atractiu especial.
A més del cinema, Barkin ha intervingut en nombroses pel·lícules i miniseries de televisió, mitjà en el qual es mou amb la mateixa facilitat que al cinema.
Barkin es va casar el 1988 amb el conegut actor Gabriel Byrne, amb qui va tenir dos fills. El matrimoni es va trencar cinc anys més tard. L'any 2000 Barkin es va casar novament, aquesta vegada amb el propietari de Revlon, la companyia de perfumeria.

## Filmografia
- Diner (1982) de Barry Levinson: Beth Schreiber
- Eddie and the Cruisers (1983): Maggie Foley
- Tender Mercies (1983) de Bruce Beresford: Sue Ann
- Harry and Son (1984) de Paul Newman: Kate Wilowski
- The Adventures of Buckaroo Banzai Across the 8th Dimension (1985) de W.D. Richter: Penny Priddy
- Sota el pes de la llei (Down by Law) (1986) de Jim Jarmusch: Laurette
- Siesta (1987) de Mary Lambert: Claire
- The Big Easy (1987)  de Jim McBride: Anne Osborne[cal citació]
- Clinton and Nadine (1988)  de Jerry Schatzberg: Nadine Powers
- Johnny Handsome (1989) de Walter Hill: Sunny Boyd
- Sea of Love (1989)  de Harold Becker: Helen Cruger
- Una rossa molt dubtosa (Switch) (1991) de Blake Edwards: Amanda Brooks
- Ella no diu mai que no (Man Trouble) (1992)  de Bob Rafelson: Joan Pruance
- Mac (1992) de John Turturro: Oona Goldfarb
- La vida d'aquest noi (This Boy’s Life) (1993)  de Michael Caton-Jones: Caroline Wolff Hansen
- Into the West (1993) de Mike Newell: Kathleen
- La llegenda de Wild Bill (Wild Bill) (1995) de Walter Hill: Calamity Jane
- The 67th Annual Academy Awards (1995) de Jeff Margolis
- Males companyies (Bad Company) (1995) de Damian Harris: Margaret Wells
- Fanàtic (The Fan) (1996) de Tony Scott: Jewel Stern
- Encantat de matar-te (Mad Dog Time) (1997) de Larry Bishop: Rita Everly
- Before Women Had Wings (1997) de Lloyd Kramer: Glory Marie Jackson
- Por i fàstic a Las Vegas (Fear and Loathing in Las Vegas) (1998) de Terry Gilliam: cambrera al North Star Cafe
- Drop Dead Gorgeous (1999) de Michael Patrick Jann: Annette Atkins
- The White River Kid (1999) de Arne Glimcher: Eva Nell La Fangory
- Crime and Punishment in Suburbia (2000) de Rob Schmidt
- Mercy (2000) de Damian Harris: Detectiu Cathy Palmer
- Someone Like You (2001) de Tony Goldwyn: Diane Roberts
- Brooklyn's Finest (2009) de Antoine Fuqua: Agent Smith
- Ocean's Thirteen (2007) de Steven Soderbergh: Abigail Sponder
- Greta (2008) de Nandy Bardawil:
- Twelve (2010) de Joel Schumacher: mare de Jessica
- The Chameleon  (2010): Kimberly Miller
- Shit Year (2010): Colleen West
- Another Happy Day (2011): Lynn
- Very Good Girls (2014): Norma Berger
- The Cobbler (2014): Elaine Greenawalt
- Hands of Stone (2016): Stephanie Arcel
- Active Adults (2016): Lucy

## Premis i nominacions
Premis
- 1998: Primetime Emmy a la millor actriu en minisèrie o telefilm per Before Women Had Wings

Nominacions
- 1992: Globus d'Or a la millor actriu musical o còmica per Una rossa molt dubtosa
- 1998: Globus d'Or a la millor actriu en minisèrie o telefilm per Before Women Had Wings